# الهواء البارد
«الهواء البارد» (بالإنجليزية: Cool Air)‏ هي قصة قصيرة بقلم كاتب الخيال والرعب الأميركي هوارد فيليبس لافكرافت، وكتبها في مارس 1926 ونشرت في عدد مارس 1928 من حكايات السحر والغموض (بالإنجليزية: Tales of Magic and Mystery)‏.